# Zooblax nicobarensis
Zooblax nicobarensis är en skalbaggsart som beskrevs av Lackerbeck 2000. Zooblax nicobarensis ingår i släktet Zooblax och familjen långhorningar. Inga underarter finns listade i Catalogue of Life.